# 圣安德烈德利东
圣安德烈德利东（法語：Saint-André-de-Lidon，法語發音：[sɛ̃.t‿ɑ̃dʁe də lidɔ̃]）是法国滨海夏朗德省的一个市镇，位于该省中南部，属于桑特区。

## 地理
圣安德烈德利东（45°35'58"N, 0°44'55"W）面积23.83 平方千米，位于法国新阿基坦大区滨海夏朗德省，该省份为法国西部滨海省份，北起旺代省，西临大西洋，南至吉倫特省，东南接多爾多涅省，东北接德塞夫勒省接壤，东临夏朗德省。
与圣安德烈德利东接壤的市镇（或旧市镇、城区）包括：科兹、克拉旺、埃帕尔涅、热莫扎克、格雷扎克、蒙彼利埃德梅迪扬、里乌、坦村、维罗莱。
圣安德烈德利东的时区为UTC+01:00、UTC+02:00（夏令时）。

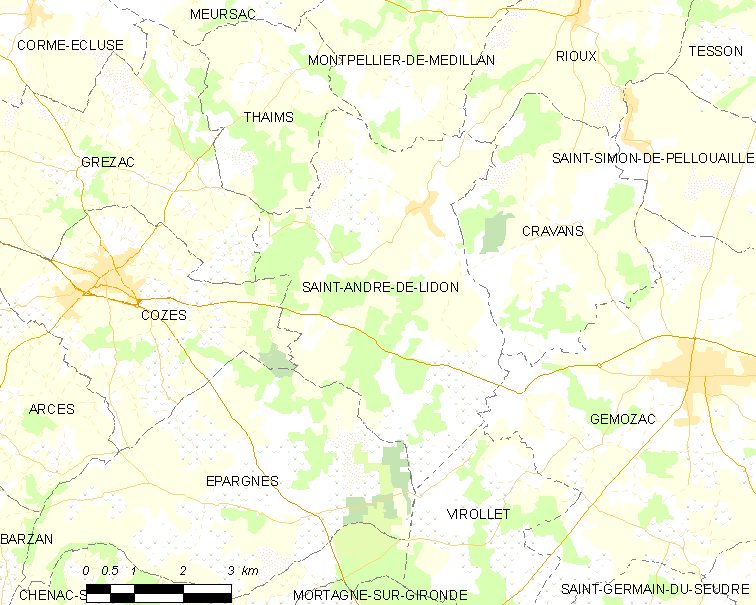
圣安德烈德利东的OSM定位图

## 行政
圣安德烈德利东的邮政编码为17260，INSEE市镇编码为17310。

## 政治
圣安德烈德利东所属的省级选区为桑通日-河口县。

## 人口

1962-2008年间圣安德烈德利东人口变化图示

圣安德烈德利东于2022年1月1日时的人口数量为1220人。